# Історія квантової теорії поля
Історія квантової теорії поля розпочалася наприкінці 1920-х років, коли Поль Дірак намагався квантувати електромагнітне поле.
Основні досягнення в теорії досягнуті в 1940-х і 1950-х роках. Вони призвели до впровадження перенормованої квантової електродинаміки (КЕД). КЕД був настільки успішним, що були зроблені зусилля, щоб застосувати ті самі основні поняття для інших сил природи. Наприкінці 1970-х років це привело до калібрової теорії сильної та слабкої ядерної сили, створивши сучасну стандартну модель фізики частинок.
Спроби описати гравітацію за допомогою тих самих методів були невдалими. Вивчення квантової теорії поля все ще актуальна, як і застосування її методів до багатьох фізичних проблем. Метод залишається одним із найважливіших напрямків теоретичної фізики сьогодні. Він забезпечує спільну мову для кількох різних галузей фізики.

## Ранні події
Квантова теорія поля виникла в 1920-х роках. Так в 1924 р. де Бройль ввів ідею хвильового опису елементарних систем. Він говорив: «в цій роботі ми виходимо з припущення про існування певного періодичного явища, яке ще не визначено, тобто бути віднесеними до кожної окремої енергетичної посилки».
У 1925 році Макс Борн, Вернер Гейзенберг і Паскуаль Джордан висловили теорію про внутрішні ступені свободи поля як нескінченний набір гармонійних генераторів, а потім застосували процедуру канонічного квантування до цих осциляторів. Їх стаття була опублікована в 1926 р. Ця теорія припускала, що відсутні електричні заряди чи струми, і сьогодні це буде називатися теорією вільного поля.
Перша теорія квантової електродинаміки була створена Полом Діраком у 1927 р. Вона включала як електромагнітне поле, так і електрично заряджену речовину, як квантово-механічний об'єкт. Ця квантова теорія поля може бути використана для моделювання таких важливих процесів, як випромінювання фотона електроном. Один атом у початковому стані стає фотоном у кінцевому стані. Однією з найважливіших особливостей квантової теорії поля є здатність описувати такі процеси.
Останнім вирішальним кроком стала теорія β- розпаду Енріко Фермі (1934), в якій було показано, що не збереження видів ферміонів випливає з другого квантування. На перший план висуваються створення та знищення ферміонів і квантова теорія поля описує розпад частинок. Вважають, що теорія Фермі була дещо передбачена в абстрактних дослідженнях радянських фізиків Дмитра Іваненка та Віктора Амбарцумяна . Наприклад, гіпотези Амбарзумяна — Іваненка про створення масивних частинок (1930). Ідея полягала в тому, що не тільки кванти електромагнітного поля, фотони, але й інші частинки можуть виникати і зникати в результаті взаємодії з іншими частинками.

## Включення спеціальної теорії відносності
Очевидно, що правильна квантова обробка електромагнітного поля повинна якось включати теорію відносності Ейнштейна, яка виросла з вивчення класичного електромагнетизму. Наступною головною мотивацією у розвитку квантової теорії поля була потреба у поєднанні теорії відносності та квантової механіки. Вольфганг Паулі та Паскуаль Йордан показали в 1928 р. , що квантові поля можуть бути змушені поводитися так, як передбачається спеціальною теорією відносності під час перетворень координат. Подальший крок для квантової теорії поля відбувся з відкриттям рівняння Дірака, яке спочатку було сформульовано як одночастинкове рівняння, аналогічне рівнянню Шредінгера. Рівняння Дірака враховувало значення спіна-1/2 електрона і враховувало його магнітний момент, а також дало точні прогнози для спектрів водню.
Спроба інтерпретації рівняння Дірака як одночастинкового рівняння не могла тривати довго. Згодом було показано, що кілька його небажаних властивостей можуть бути осмислені шляхом переформулювання та переосмислення Рівняння Дірака. Цю роботу в 1930 р. спочатку виконав сам Дірак із винаходом теорії дірок, потім цю тему досліджували Венделл Фуррі, Володимир Фок, Роберт Оппенгеймер та інші. В 1926 році, Ервін Шредінгер також самостійно знайшов його релятивістське узагальнення, відоме як рівняння Клейна-Гордона, але відкинув його, оскільки без спіна він передбачав неможливі властивості для водневого спектра. Усі релятивістські хвильові рівняння, що описують спін-нульові частинки, називаються типом Клейна — Гордона.

## Невизначеність, знову ж таки
Ретельний аналіз у 1933 р. Нільсом Бором та Леоном Розенфельдом показав, що існує фундаментальне обмеження можливості одночасного вимірювання напруженості електричного та магнітного поля, що входять в опис зарядів у взаємодії з випромінюванням, принцип невизначеності. Це обмеження має вирішальне значення для успішного формулювання та інтерпретації квантової теорії поля фотонів та електронів. Аналіз Бора і Розенфельда пояснює коливання значень електромагнітного поля, що відрізняються від класично «дозволених» значень, віддалених від джерел поля.
Їх аналіз переконав більшість фізиків, що будь-яке уявлення про повернення до фундаментального опису природи, заснованого на класичній теорії поля, наприклад, на те, на що спрямовував Ейнштейн своїми численними та невдалими спробами класичної уніфікованої теорії поля, просто не може бути й мови. Поля мали бути квантовані.

## Друге квантування
Необхідність послідовно та легко обробляти статистику багаточастинкових систем була третя лінія розвитку квантової теорії поля, яка була включена в теорію багатьох тіл і сильно вплинула на фізику конденсованої речовини та ядерну фізику. У 1927 р. Паскуаль Джордан поширив канонічне квантування полів на хвильові функції багатьох тіл однакових частинок який відомий як теорія статистичного перетворення. Цю процедуру зараз іноді називають другим квантуванням. У 1928 р. Юджин Вігнер та Джордан виявили, що квантове поле, що описує електрони, потрібно було розширити за допомогою операторів створення та анігіляції проти комутації через принцип виключення Паулі.

## Проблема нескінченностей
Незважаючи на свої ранні успіхи, квантова теорія поля мала кілька серйозних теоретичних труднощів. Основні фізичні величини, такі як власна енергія електрона, енергетичний зсув електронних станів внаслідок присутності електромагнітного поля, давали розбіжні, не зрозумілі результати. Проблема самоенергії електрона була серйозною проблемою в класичній теорії електромагнітного поля. Спроба віднести до електрона кінцевий розмір або ступінь негайно призвела до питання про неелектромагнітні напруження, що утримали б електрон разом проти кулонівського відштовхування його кінцевих за розміром «частин». Ситуація мала певні особливості, які багатьом нагадували про «катастрофу Релея — Джинса». Однак ситуація, що склалася в 1940-х роках була настільки похмурою, що правильні інгредієнти для теоретичного опису взаємодіючих фотонів і електронів були на своєму місці.

## Процедури перенормування
«Проблема дивергенції» була вирішена у 1947–49 роках для квантової електродинаміки за допомогою перенормування Гансом Бете,Гансом Крамерсом, Джуліаном Швінгером, Річард Фейнман, і Шинічіро Томонага Процедуру систематизовано Фріменом Дайсоном у 1949 р. Прогрес був досягнутий після усвідомлення, що всі нескінченності в квантовій електродинаміці пов'язані з двома ефектами: вакуумною поляризацією та власною енергією електрона / позитрона.
Ренормалізація вимагає дуже пильної уваги до поняття «заряд» і «маса», оскільки вони трапляються в чистих, не взаємодіючих рівняннях поля. Сам по собі «вакуум» поляризується, отже, заселений віртуальними частинками (на оболонці та поза оболонкою) парами, і, є кипучою та зайнятою динамічною системою. Це дуже критичний крок у визначенні джерела «нескінченності» та «розбіжностей». «Гола маса» і «голий заряд» частинки, значення є абстракціями, які просто не реалізуються в експерименті. Те, що ми вимірюємо, те, що ми повинні враховувати за допомогою своїх рівнянь, і що повинні враховувати рішення, це «перенормована маса» та «перенормований заряд» частинки. Тобто «зміщені» або «одягнені» значення, які мають мати ці величини диктуються самою природою самих квантових полів.

## Незмінність датчика
Перший підхід відомий як «представлення взаємодії», ковариантне і калібровано-інваріантне узагальнення Лоренца. Воно застосовується в звичайній квантовій механіці в залежності від часу теорії збурень, розроблене Томонага та Швінгером, узагальнюючи попередні зусилля Дірака, Фока та Подільського. Томонага та Швінгер винайшли релятивістсько-коваріантну схему для представлення польових операторів та польових комутаторів, проміжних між двома основними поданнями квантової системи, поданнями Шредінгера та Гейзенберга. У рамках цієї схеми комутатори полів у відокремлених точках можуть бути оцінені з точки зору «оголеного» оператора створення та знищення поля. Це дозволяє відстежувати еволюцію в часі як «оголених», так і «перенормованих», або збурених значень гамільтоніана і виражає все в термінах пов'язаних, калібровано-інваріантних «оголених» рівнянь поля. Наступний і найвідоміший крок здійснив Річард Фейнман, який присвоїв «графіки» / «діаграми» членам в матриці розсіювання (див. S-матрицю та діаграми Фейнмана). Вони повинні безпосередньо відповідати (за допомогою рівняння Швінгера — Дайсона) вимірюваним фізичним процесам (перерізи, амплітуди ймовірності, ширини розпаду та тривалість збуджених станів), які потрібно розрахувати. Це зробило революцію в обчисленні квантової теорії поля на практиці.
Два класичні підручники 1960-х років ґрунтовно розробили методи розширення графів Фейнмана, використовуючи фізично інтуїтивні та практичні методи, що випливають з принципа відповідності. Підручники Джеймс Д. Бйоркен, Сідні Девід Дрелл, « Релятивістська квантова механіка» (1964) та Дж. Дж. Сакурай, « Досконала квантова механіка» (1967). Хоча живописний стиль Фейнмана у боротьбі з нескінченностями, а також формальні методи Томонага та Швінгера працювали надзвичайно добре і дали надзвичайно точні відповіді, справжня теорія, сформульована як «квантова теорія поля» була розроблена набагато пізніше, коли терміновість спроб сформулювати теорії сильних та електрослабких вимагала її вирішення.
В 1965 р. Джеймс Д. Бйоркен та Сідні Девід Дрелл зауважили: "Квантова електродинаміка (КЕД) досягла статусу мирного співіснування з її розбіжностями . . . "
Об'єднання електромагнітної сили зі слабкою зіткнулося з початковими труднощами через відсутність достатньо високих енергій прискорювачів. Це потрібно для виявлення процесів поза діапазоном взаємодії Фермі. Крім того, слід було розробити задовільне теоретичне розуміння адронної підструктури, що завершилось кварк-моделлю.

## Неабелева каліброва теорія
Завдяки дещо грубій силі, спеціальним та евристичним раннім методам Фейнмана та абстрактним методам Томонага та Швінгера, синтезованих Фріменом Дайсоном, з періоду ранньої перенормування. Це найточніша відома фізична теорія, прототип успішної квантової теорії поля. Квантова електродинаміка — найвідоміший приклад абелевої каліброваної теорії. Він спирається на групу симетрії U (1) і має одне безмасове каліброване поле, калібрувальну симетрію U (1), що диктує форму взаємодій, які залучають електромагнітне поле, причому фотон є калібрувальним бозоном.
З роботами Янга та Міллса в 1950-х роках глибокі дослідження висвітлили типи симетрій та незмінностей, яким повинна відповідати будь-яка теорія поля. Всі теорії КЕД були узагальнені до класу квантових теорій поля, відомих як калібровані теорії. Те, що симетрії диктують, обмежують і вимагають форми взаємодії між частинками, є суттю «революції каліброваної теорії». Янг і Міллс сформулювали перший явний приклад неабелевої каліброваної теорії, теорію Янга — Міллса. В 1950-х рр. сильні взаємодії (неправильно) були опосередковані пі-мезонами, частинками, передбаченими Хідекі Юкавою в 1935 р. на основі його глибоких міркувань щодо взаємного зв'язку між масою будь-якої частинки, що опосередковує силу, і діапазон сили, яку вона опосередковує. Це дозволяв принцип невизначеності. За відсутності динамічної інформації, Мюррей Гелл-Манн вперше оприлюднив фізичні передбачення із суто неабелівських міркувань симетрії, і ввів неабелеві групи Лі до поточної алгебри, і теорії калібру, які її замінили.
У 1960-1970-х рр сформульована каліброва теорія, відома під назвою Стандартна модель фізики частинок, яка систематично описує елементарні частинки та взаємодію між ними. Сильні взаємодії описуються квантовою хромодинамікою (КХД) на основі «кольорової» SU (3). Для слабких взаємодій потрібна додаткова особливість спонтанного порушення симетрії, висвітлена Йоічіро Намбу та додатковим механізмом Хіггса.

## Електрослабка уніфікація
Частина електрослабкої взаємодії стандартної моделі була сформульована в 1959 р. Абдусом Саламом, Шелдоном Глашоу та Джоном Клайвом Уордом в відкривши структуру теорії груп SU (2) xU (1). У 1967 р. Стівен Вайнберг застосував механізм Хіггса для генерації мас W і Z та утримання маси фотона на нулі. Ідея Голдстоуна і Хіггса щодо створення маси в каліброваних теоріях виникла в кінці 1950-х — на початку 1960-х років, коли ряд теоретиків (у тому числі Йойчіро Намбу, Стівен Вайнберг, Джеффрі Голдстоун, Франсуа Енглерт, Роберт Брут, Г. С. Гуральник, К. Р. Хаген, Том Кіббл і Філіп Уоррен Андерсон) помітили аналогію (спонтанному) порушенню U (1) симетрії електромагнетизму при формуванні базового стану BCS надпровідника. Датчик бозону, фотон, поводиться так, ніби він набув кінцевої маси.
Окрім того фізичний вакуум (основний стан) не поважає симетрії, передбаченої «неперерваним» електрослабким лагранжіаном, з якого можна отримати рівняння поля. Теорія електрослабкості Вайнберга і Салама була продемонстрована як перенормувана (скінченна) і, отже, узгоджена Герардусом Хофтом та Мартінусом Вельтманом. Теорія Глашоу — Вайнберга — Салама (теорія GWS) є тріумфом і, в деяких додатках, дає точність нарівні з квантовою електродинамікою.

## Квантова хромодинаміка
У випадку сильних взаємодій прогрес щодо їхньої поведінки на короткі відстані / високі енергії був набагато повільнішим. Для сильної взаємодії з електрослабкими полями існували складні питання щодо сили зчеплення, генерування маси носіїв сили та їх нелінійної самовзаємодії. Хоча був досягнутий теоретичний прогрес у напрямку великої уніфікованої квантової теорії поля. Він включає електромагнітну силу, слабку силу та сильну силу. Суперініфікація, що включає гравітаційну силу, ще знаходиться під інтенсивним дослідженням найкращих вчених теоретичної фізики. Гравітація — це тензорний опис каліброваного бозона спіна-2, «гравітону», який далі обговорюється в статтях про загальну теорію відносності та квантову гравітацію.

## Квантова гравітація
З точки зору методів (чотиривимірної) квантової теорії поля, гравітаційне квантування сталопоборником поганої поведінки. Про це свідчать спроби сформулювати послідовну теорію квантової гравітації.
Існують технічні проблеми, пов'язані з тим, що константа гравітаційного зв'язку має розміри, які включають зворотні сили маси. Як наслідок, вона страждає від пертурбативно негативних нелінійних самовзаємодій. Гравітація сама по собі є джерелом гравітації, аналогічно каліброваним теоріям, що призводить до неконтрольованих розбіжностей при збільшенні порядків теорії збурень.
Окрім того, згідно з принципом еквівалентності, гравітація з'єднує з усією енергією однаково сильно. Це робить поняття справді «відключенням» або відокремленням гравітаційної взаємодії від інших взаємодій неоднозначним, оскільки при гравітації, ми маємо справу з самою структурою простору-часу.
Більше того, Квантова теорія поля в криволінійному просторі-часі не встановлює, що необхідна теорія квантової гравітації.

## Сучасні рамки перенормування
Нові досягнення у розумінні фазових переходів у фізиці конденсованої речовини призвели до нових уявлень, заснованих на групі перенормування. Твердження Лео Каданова (1966) і Кеннета Геддеса Вільсона — Майкла Фішера (1972) розширювали роботу Ернста Штукельберга — Андре Петермана (1953) і Мюррея Гелл-Манна — Френсіса Лоу. (1954). Це призвело у 1975 р. до основного переформулювання квантової теорії поля Кеннетом Геддесом Вільсоном Отримане переформулювання дало уявлення про еволюцію ефективних теорій поля для всіх теорії поля. Висновок полягає в тому, що більшість спостережуваних є «нерелевантними», тобто в макроскопічній фізиці в більшості систем переважають лише деякі підтвердження.
У той же період Лео Каданов (1969) ввів формалізм операторної алгебри для двовимірної моделі Ізінга, широко вивченої математичної моделі феромагнетизму в статистичній фізиці. Це призвело до припущення, що квантова теорія поля описує свою межу масштабування. Потім появилася ідея, що скінченна кількість генераторних операторів може представляти всі кореляційні функції моделі Ізінга. Олександр Белавін, Олександр Маркович Поляков та Олександр Замолодчиков у 1984 р. запропонували існування набагато сильнішої симетрії границі масштабування двовимірних критичних систем. Це призвело до розвитку конформної теорії поля, який в даний час використовується в різних областях фізики конденсованих речовин та фізики частинок.
Група з перенормування охоплює набір ідей та методів для масштабного відстеження змін поведінки теорії. Це забезпечує глибоке фізичне розуміння, яке спричинило «великий синтез» теоретичної фізики, об'єднавши теоретичні методи квантового поля.
Теорія поля сильних взаємодій та квантова хромодинаміка покладається на цю групу перенормування через її характерні риси, обмеження кольору та асимптотичну свободу.

## Подальше читання
- Пайс, Авраам; Внутрішня межа — матерія та сили у фізичному світі, Oxford University Press (1986) ISBN 0-19-851997-4. Написаний колишнім помічником Ейнштейна в Принстоні, це прекрасна детальна історія сучасної фундаментальної фізики, починаючи з 1895 р. (Відкриття рентгенівських променів) і закінчуючи 1983 р. (Відкриття векторів-бозонів у ЦЕРНі).
- Річард Фейнман; Конспект лекцій з фізики. Princeton University Press: Принстон (1986).
- Річард Фейнман; QED. Princeton University Press: Принстон (1982).
- Вайнберг, Стівен; Квантова теорія полів — основи (вип. I), Cambridge University Press (1995)ISBN 0-521-55001-7 Перший розділ (с. 1–40) монументального трактату Вайнберга дає коротку історію QFT, с. 608.
- Вайнберг, Стівен; Квантова теорія полів — сучасні додатки (вип. II), Cambridge University Press: Кембридж, Велика Британія (1996)ISBN 0-521-55001-7, с. 489.
- Вайнберг, Стівен; Квантова теорія полів — суперсиметрія (вип. III), Cambridge University Press: Кембридж, Велика Британія (2000)ISBN 0-521-55002-5, с. 419.
- Швебер, Сільван С.; QED та люди, які зробили це: Дайсон, Фейнман, Швінгер і Томонага, Princeton University Press (1994)ISBN 0-691-03327-7
- Індурайн, Франциско Хосе; Квантова хромодинаміка: Вступ до теорії кварків і глюонів, Спрінгер Верлаг, Нью-Йорк, 1983.ISBN 0-387-11752-0
- Міллер, Артур І.; Рання квантова електродинаміка: Вихідна книга, Cambridge University Press (1995)ISBN 0-521-56891-9
- Швінгер, Джуліан; Вибрані статті з квантової електродинаміки, Dover Publications, Inc. (1958)ISBN 0-486-60444-6
- О'Райфертей, Лохлейн; Світанок теорії калібру, Princeton University Press (5 травня 1997 р.)ISBN 0-691-02977-6
- Цао, Тянь Ю; Концептуальні розробки теорій поля 20-го століття, Cambridge University Press (1997)ISBN 0-521-63420-2
- Дарріголь, Олів'є; La genèse du concept de champ quantique, Annales de Physique (Франція) 9 (1984) с. 433–501. Текст французькою мовою, адаптований за доктором наук дисертація.